# Ù
De Ù is een u met een accent grave, een streepje naar links. De kleine letter wordt zo aangeduid, ù, en de hoofdletter zoals dit, Ù.

## Ù in andere talen
| Taal       | Woord | Nederlandse vertaling |
| ---------- | ----- | --------------------- |
| Frans      | où    | waar                  |
| Italiaans  | Gesù  | Jezus                 |
| Vietnamees | glù   | glucose               |